# Омніканальний маркетинг
Омніканальний, всеканальний маркетинг (англ. omnichannel marketing) — практика інтеграції кількох каналів із метою створення цілісного та послідовного обслуговування клієнтів. Канал — це будь-який онлайн чи офлайн посередник, яким користується клієнт для взаємодії з брендом. Будь-який окремий клієнт може вибрати взаємодію з різними поєднаннями контактних точок у різних каналах у певній послідовності, що називається сценарієм шляху покупця.

## Стратегія
Стратегія зосереджується на інтеграції найпопулярніших каналів. Точка взаємодії визначається як кожна пряма та непряма взаємодія клієнта, онлайн та офлайн, з брендом та/або іншими клієнтами у зв'язку з брендом протягом усього шляху покупця. Більше точок та каналів взаємодії ведуть до більшого охоплення ринку брендом. Разом з тим це також означає більшу складність у розробці узгодженої всеканальної маркетингової стратегії.
Розробка стратегії всеканального маркетингу включає:
- позначення всіх можливих точок взаємодії та каналів на шляху покупця;
- визначення найважливіших точок взаємодії та каналів;
- поліпшення й інтегрування найважливіших точок взаємодії й каналів.

## Тренди омніканального (всеканального) маркетингу
Тренди та їхні технологічні засоби реалізації роблять всеканальний маркетинг поширеною практикою.
1. Зосередження на мобільній комерції в «сучасній» економіці.
2. Застосування огляду в інтернеті в офлайн каналах.
3. Застосування огляду в магазині в онлайн каналах.